# Austrothaumalea pala
Austrothaumalea pala är en tvåvingeart som beskrevs av Mclellan 1988. Austrothaumalea pala ingår i släktet Austrothaumalea och familjen mätarmyggor. Inga underarter finns listade.